# وينسلو أوليفر
وينسلو أوليفر (بالإنجليزية: Winslow Oliver)‏ هو لاعب كرة قدم أمريكية أمريكي، ولد في 3 مارس 1973 في هيوستن في الولايات المتحدة.

## وصلات خارجية
- وينسلو أوليفر على موقع مرجع كرة القدم المحترفة.كوم (الإنجليزية)